# Philenora
Philenora är ett släkte av fjärilar. Philenora ingår i familjen björnspinnare.

## Bildgalleri

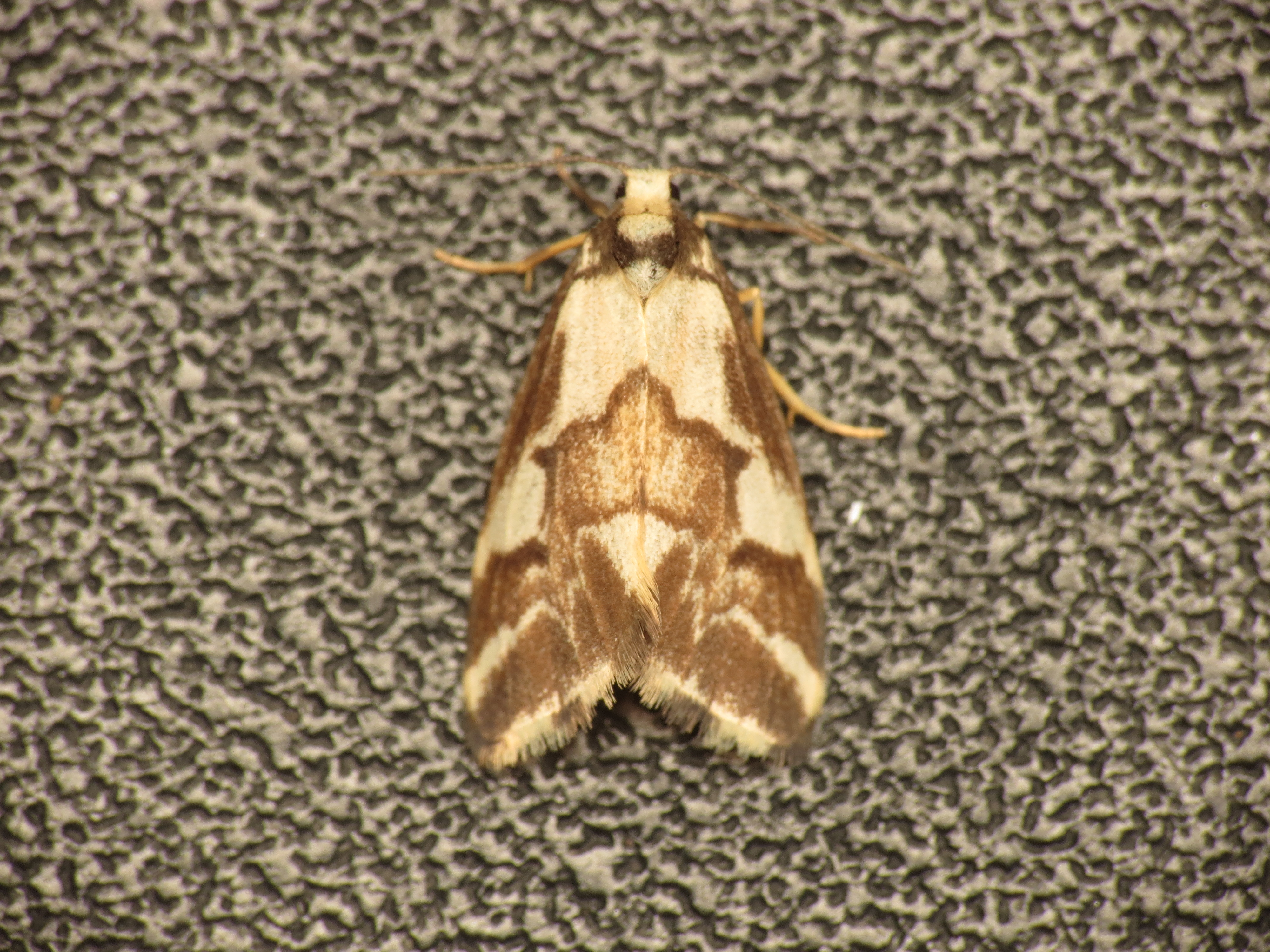
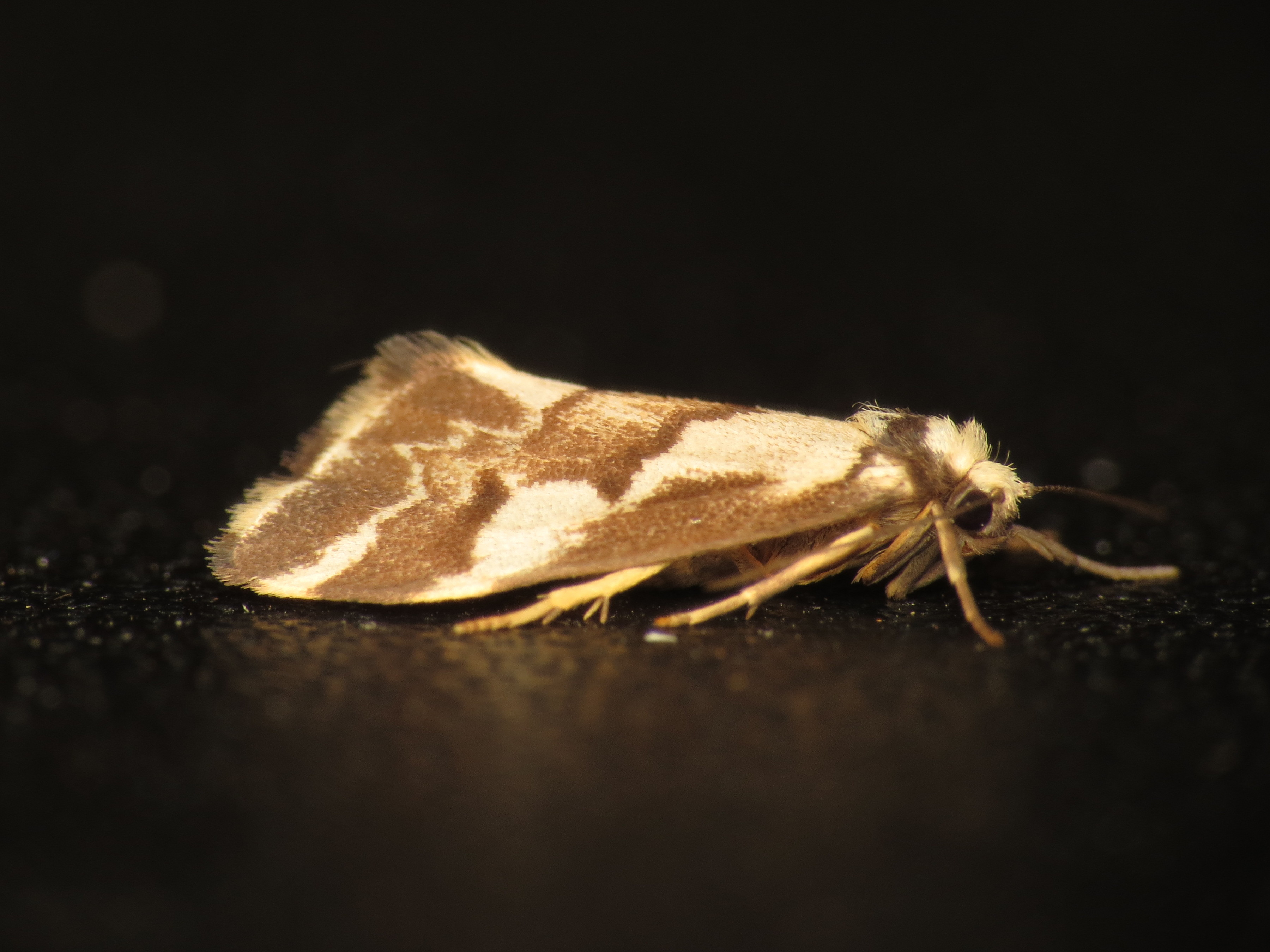
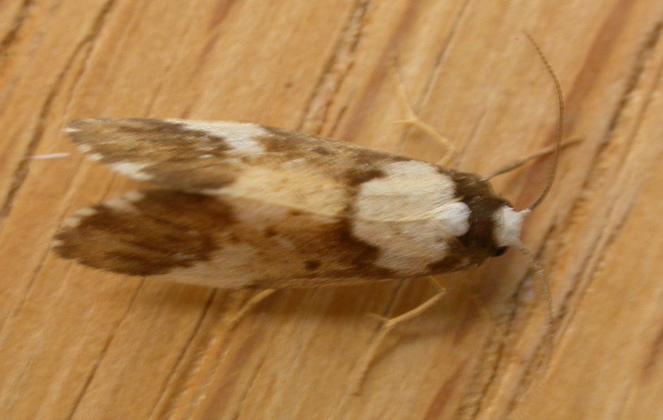
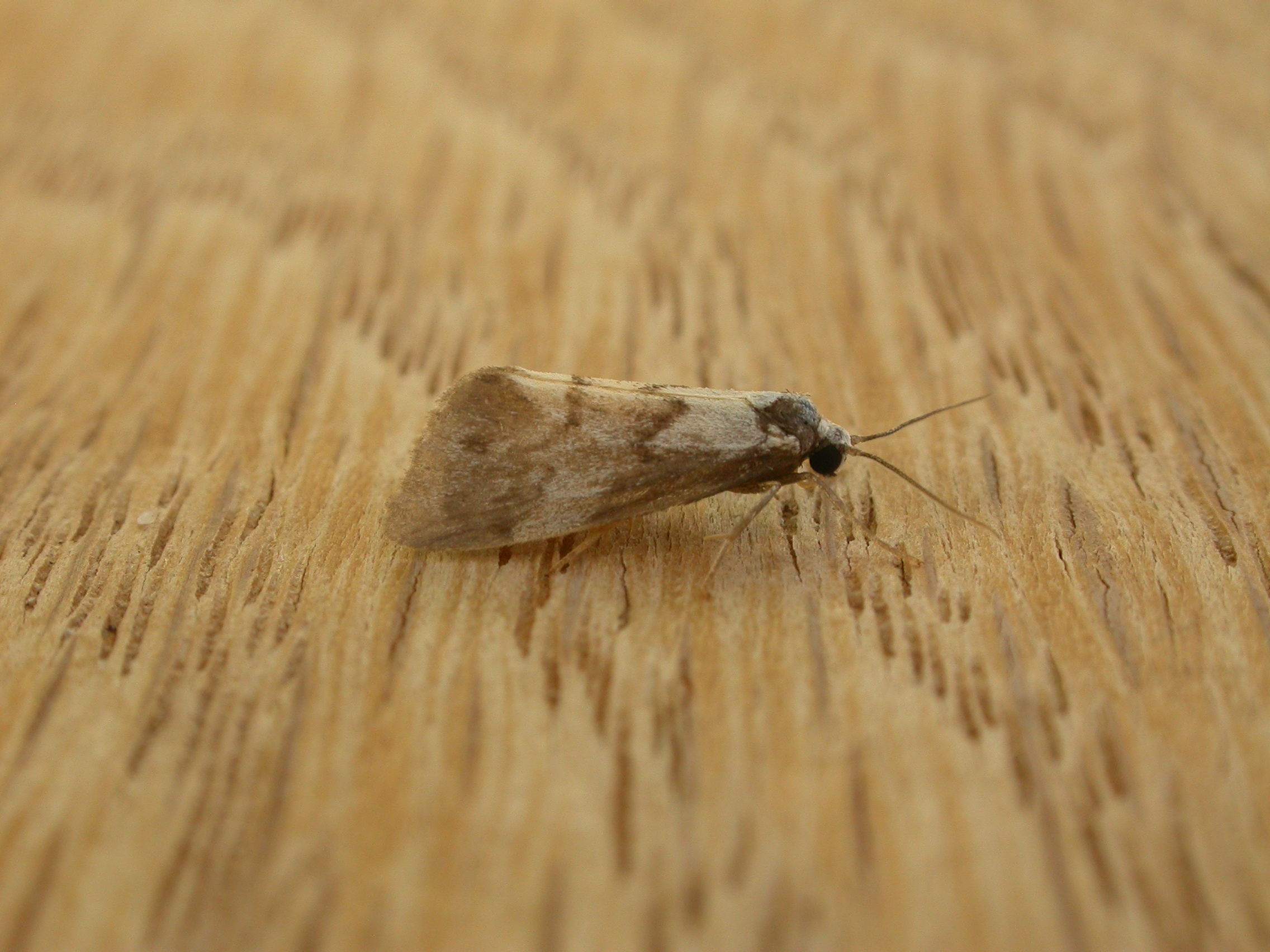
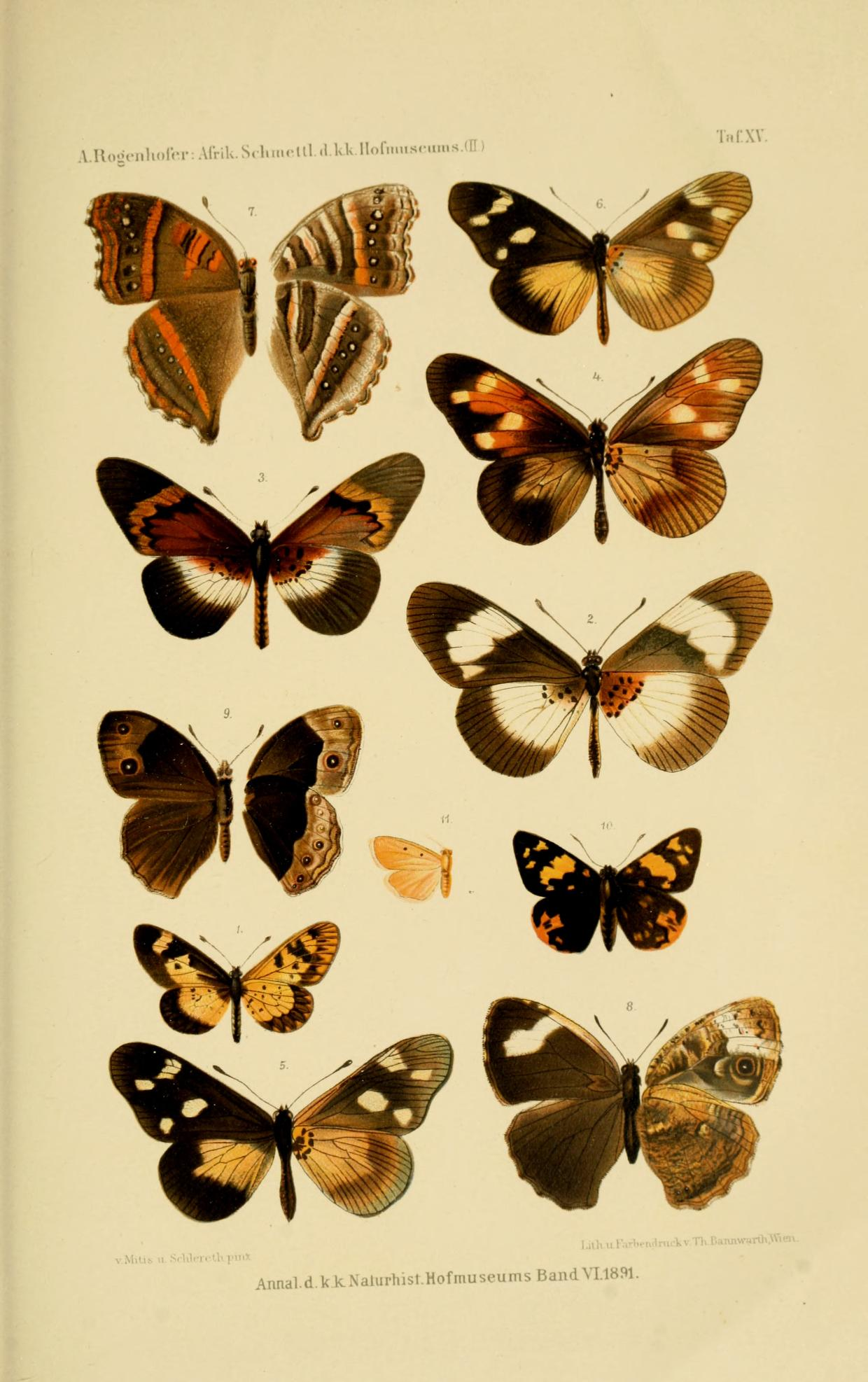

## Dottertaxa tillPhilenora, i alfabetisk ordning[1]
- Philenora aroa
- Philenora aspectalella
- Philenora aspectatella
- Philenora aspectella
- Philenora brunneata
- Philenora cataplex
- Philenora chionastis
- Philenora disticha
- Philenora elegans
- Philenora hypopolius
- Philenora latifasciata
- Philenora lauta
- Philenora lunata
- Philenora lyelliana
- Philenora malthaca
- Philenora mediopuncta
- Philenora modica
- Philenora murina
- Philenora nudaridia
- Philenora obliquata
- Philenora oecophorella
- Philenora omophanes
- Philenora parva
- Philenora placochrysa
- Philenora pteridopola
- Philenora semiochrea
- Philenora sordidior
- Philenora tenuilinea
- Philenora thelxinoa
- Philenora tripuncta
- Philenora undulosa
- Philenora ypsilon